# Qin Jiushao

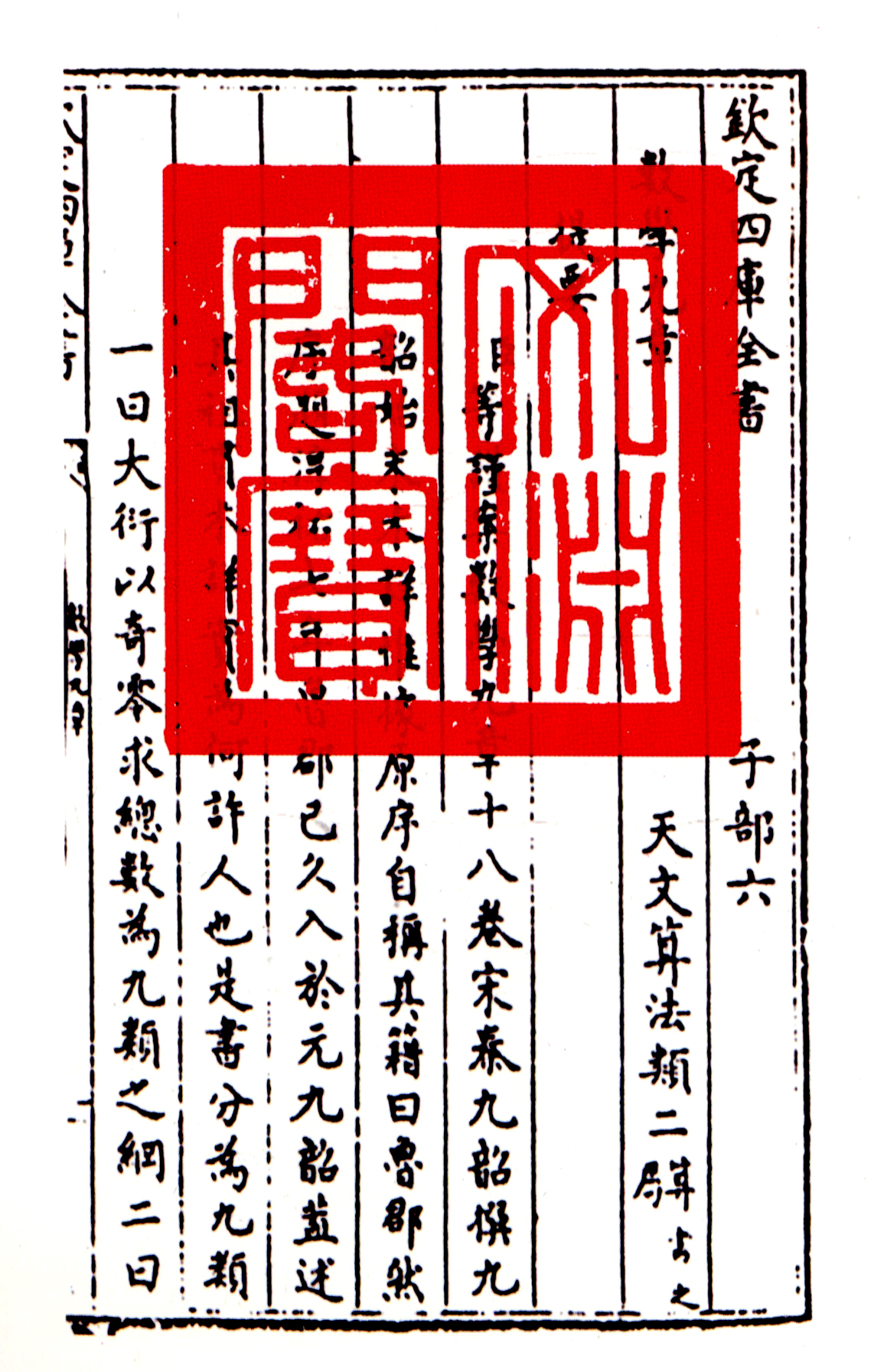
Seite aus dem Shushu Jiuzhang, aus der Ausgabe in der Sammlung Siku Quanshu aus den 1780er Jahren

Qin Jiushao (* 1202 in Puzhou; † 1261 in Meixian) war ein chinesischer Beamter, Militär, Schriftsteller, Erfinder und Mathematiker, bekannt für die Einführung des Chinesischen Restsatzes und als Autor des Shùshū Jiǔzhāng (Mathematische Abhandlung in neun Kapiteln).

## Biographie
Über Quin Jiushao ist im Verhältnis zu anderen älteren chinesischen Mathematikern relativ viel bekannt, da er verschiedene Verwaltungspositionen innehatte. In seiner Jugend war er in einer freiwilligen Miliz auf einem Kommandoposten. 1224/25 wurde sein Vater in die Hauptstadt der südlichen Song-Dynastie Hangzhou berufen und Qin Jiushao konnte, wie er in seinem Hauptwerk schrieb, am Amt für Astronomie studieren und nahm Mathematikunterricht bei einem zurückgezogen lebenden Gelehrten. Er studierte unter anderem die Jiu Zhang Suanshu (Neun Kapitel der Rechenkunst). 1226 war er mit seinem Vater in Tongchuan in der Provinz Sichuan. Als diese von den Mongolen erobert wurde, gehörte Qin Jiushao zu den militärischen Verteidigern. Nach der Eroberung (1234) ging er in den Süden und wurde Unterpräfekt in Qizhou, musste aber nach einer gegen ihn gerichteten Militärrevolte gehen. Er wurde Präfekt in Hezhou und war verantwortlich für den Salzhandel. Dabei wurde er durch illegalen Salzhandel reich und ging nach Huzhou in der Provinz Zhejiang. 1244 wurde er Hofbeamter in Nanjing, kehrte aber nach drei Monaten nach Huzhou zurück, da seine Mutter starb. In einer dreijährigen Trauerzeit schrieb er sein mathematisches Hauptwerk, das 1247 fertig war. Wegen seiner Kenntnisse in Kalenderrechnungen wurde er an den kaiserlichen Hof berufen und durfte an den Prüfungen für die höhere Verwaltungslaufbahn teilnehmen. Das schien nicht erfolgreich gewesen zu sein, da er 1253 bis 1259 Militärberater in Jiankang war. Danach war er wieder in seinem Heimatort, bis er nach einem Besuch des Kanzlers Jia Sidao Präfekt in Qiongzhou in Hainan. Das endete nach einigen Monaten aufgrund von Anklagen wegen Korruption und Ausbeutung. Quin Jiushao ging zu seinem Freund, dem Marineoffizier Wu Qian, in den Distrikt Yin in Zhejiang und wurde 1259 Assistent in der Verwaltung der Getreidespeicher. Nachdem sein Freund Wu Qian 1260 in Ungnade gefallen war, musste auch er gehen und er wurde nach Meixian (Meizhou) abgeschoben.
Er entwickelte Geräte zur Niederschlagsmessung und Schneemessung, was er in seinem mathematischen Hauptwerk behandelt.
Er hatte vielseitige Kenntnisse und Fertigkeiten (Mathematik, Dichtkunst, Fechten, Bogenschießen, Reiten, Musik, Architektur), galt aber auch als aggressiv und unbeherrscht. Ein Zeitgenosse schilderte ihn in einem Brief an den Kaiser als gewalttätig wie ein Tiger oder Wolf und giftig wie eine Viper oder ein Skorpion. Letzteres deutete darauf, dass er auch vor Giftanschlägen nicht zurückschreckte.

## Shushu Jiuzhang
Sein Hauptwerk Mathematische Abhandlung in neun Kapiteln stellte er 1247 fertig. Der Aufbau ist den Neun Kapiteln der Rechenkunst (Jiu Zhang Suanshu) angelehnt, ist aber fortschrittlicher im Inhalt. Neben mathematischen Themen werden auch militärische Themen und Landvermessung behandelt. Bemerkenswert ist es für die Behandlung des Chinesischen Restsatzes, es enthält den Satz von Heron und behandelte die numerische Lösung (Wurzelbestimmung) von polynomialen Gleichungen bis zur 10. Ordnung, mit einem Verfahren das dem Horner-Schema entspricht. Außerdem führte er als Erster in der chinesischen mathematischen Literatur die Null ein, die er durch einen kleinen Kreis darstellte (und anmerkte, dass in älteren Abhandlungen eine leere Stelle benutzt wurde).
Die neun Kapitel behandeln jeweils neun Aufgaben.
- Kapitel 1 behandelt Lösung von Gleichungen mit Unbekannten und den Chinesischen Restsatz. Ein Spezialfall war schon Sun Zi bekannt, der auf die Zeit des 3. bis 5. Jahrhunderts datiert wird. Den Satz präsentiert er in ausgefeilter Form mit einem konstruktiven Beweis. Er gibt zwar an, ihn von den Kalenderexperten zu haben, die ihn in seiner Jugend in Hangzhou lehrten, sagte aber auch, diese hätten die Methode nicht verstanden. Im Westen wurde ein ähnliches Verständnis erst durch Carl Friedrich Gauß erreicht.
- Kapitel 2 (Himmlische Phänomene) behandelt Kalenderfragen und Aufgaben mit Regen und Schnee mit Volumenbestimmungen.
- Kapitel 3 (Feldgrenzen) behandelt Landvermesseraufgaben und enthält Herons Formel.
- Kapitel 4 (Telemetrie) behandelt die Bestimmung des Abstands zu unerreichbaren Punkten. Wie in Kapitel 3 werden Lösungen von polynomialen Gleichungen höheren Grades (diesmal bis Grad 10) behandelt.
- Kapitel 5 (Steuern)
- Kapitel 6 (Geld und Getreide)
- Kapitel 7 (Festungen und Gebäude)
- Kapitel 8 (Militärische Angelegenheiten)
- Kapitel 9 (Angelegenheiten des Handels)

Das Buch wurde in die Yongle Dadian Enzyklopädie (1421) aufgenommen und in die Sammlung Siku Quanshu (1787). 1842 erschien es als Holzdruck. Im Westen bekannt wurde es durch den Missionar Alexander Wylie (Jottings on the Sciences of Chinese Mathematics, in: North China Herald 1852).